# Orpheus in der Unterwelt (Film)
Orpheus in der Unterwelt ist ein deutscher Musikfilm der DEFA von Horst Bonnet aus dem Jahr 1974. Er entstand nach der gleichnamigen Operette von Hector Crémieux und Jacques Offenbach.

## Handlung
Ein Pariser Theben zu modern-antiken Zeiten: Während sich Musikprofessor und Geiger Orpheus auf einer Reise mit seinen jungen Musikschülerinnen amüsiert, zelebriert seine Frau Eurydike aktiv Nächstenliebe mit einem neu in der Stadt angekommenen Schäfer. Orpheus und Eurydike haben sich nichts mehr zu sagen; eine Scheidung jedoch kommt wegen der hohen Kosten nicht in Frage, die Eurydike zudem vollständig Orpheus aufbürden wollen würde. Umso glücklicher ist Orpheus, als sich der vermeintliche Schäfer und Honigproduzent als Pluto, Fürst der Finsternis, entpuppt und seine ungeliebte Gattin in die Unterwelt verschleppt. Auch Eurydike zeigt sich erfreut, endlich die Kleinstadt Theben verlassen zu können.
Jacques Offenbach beobachtet die Szenerie von einem Heißluftballon aus und ist entsetzt: Orpheus macht sich nicht auf den Weg in die Unterwelt, um seine Gattin zu retten! Dies entspricht nicht dem in der Mythologie niedergeschrieben Ablauf, daher zwingt er den Gatten, mit ihm im Ballon zum Olymp zu fliegen, um die Götter um Rettung der Frau zu bitten. Griesgrämig willigt Orpheus ein, kann Jacques ihn doch überzeugen, dass die Väter ihre willigen Töchter kaum zu einem verwitweten Musiklehrer schicken würden.
Auf dem Olymp herrscht Katerstimmung: Die Olympiade wurde am Vortag beendet, und alle sind müde. Zwischen Göttervater Jupiter und seiner Frau Juno hängt der Haussegen schief, da sie mal wieder von etlichen Affären des Gatten erfahren hat. Auch die Entführung Eurydikes sieht sie als Tat des Gatten an, der sich jedoch unschuldig weiß. Die anderen Götter wiederum verweigern Jupiter zunehmend die Gefolgschaft, haben sie doch keine Lust mehr auf Nektar und Ambrosia und das ewige Berliner Blau des Himmels. Prompt kündigt sich Pluto an, den Jupiter auf die Entführung Eurydikes anspricht. Längst hat er von Merkur erfahren, dass Eurydike in der Unterwelt angekommen ist, doch Pluto gibt vor, nichts von Eurydike zu wissen. Er lädt den gesamten Olymp in die Unterwelt ein, um sich ein Bild der Lage zu machen, und die Götter folgen ihm begeistert. Auch Jacques und Orpheus schließen sich der Gruppe an.
Die Unterwelt ist mit schönen Frauen gefüllt, die jedoch in einzelnen Abteilen allein leben. Auch Eurydike, die von Styx umworben wird, lebt allein und langweilt sich entsetzlich. Auf keinen Fall will sie jedoch zu ihrem Mann zurück, und auch der weigert sich später entschieden, Eurydike wieder als Ehefrau mit sich zu nehmen.
Die Götter erreichen die Unterwelt, und ein rauschendes Fest beginnt. Jupiter verwandelt sich in eine Fliege, um zu Eurydike zu gelangen und so Pluto der Lüge zu überführen. Eurydike bittet ihn, sie zu befreien, und Jupiter findet Gefallen an ihr. Die Festgesellschaft erreicht die Zelle, und Jupiter frohlockt: Da Pluto gelogen hat, ist die schöne Eurydike nun sein. Doch Pluto zieht die Mythologie zu Rate: Dort steht, dass Orpheus mit Eurydike die Unterwelt verlassen muss, ohne sich umzudrehen. Gelingt ihm das nicht, gehört Eurydike Pluto. Natürlich misslingt Orpheus die Probe, auch wenn Pluto dabei mit einem Blitz etwas nachhilft. Dennoch wird Eurydike nicht Plutos Gespielin: Jupiter, der sie selbst gerne sein eigen genannt hätte, bestimmt, dass sie eine der Bacchantinnen werden soll, womit sich alle zufrieden zeigen.

## Produktion
Orpheus in der Unterwelt war die zweite und letzte Regiearbeit von Horst Bonnet, der die Operette zuvor bereits für die Bühne inszeniert hatte. Gleichzeitig war Orpheus in der Unterwelt einer der letzten 70-mm-Filme der DEFA. Er wurde in den Filmstudios Potsdam-Babelsberg und für einzelne Außenaufnahmen in der bulgarischen Stadt Nessebar gedreht. Der Film wurde am 7. Februar 1974 im Berliner Kosmos uraufgeführt.
Der Gesang der Darsteller wurde in den meisten Fällen synchronisiert:
- Orpheus: Horst Hiestermann
- Eurydike: Ingrid Czerny
- Jupiter: Siegfried Vogel
- Juno: Gertraud Prenzlow

Weitere Sänger im Film waren Elisabeth Ebert, Ingrid Eickstädt, Sigrid Schild, Gudrun Wichert und Jochen Arndt. Gerry Wolff, Achim Wichert und Fred Düren übernahmen ihre Gesangsparts selbst. Gesanglich unterstützt wurde der Film vom Chor der Deutschen Staatsoper Berlin.
An den Tanzszenen waren Mitglieder des Berliner Metropoltheaters sowie das Ballett der Komischen Oper Berlin beteiligt. Die Choreografie erarbeitete Tom Schilling. Die Dramaturgie lag in den Händen von Maurycy Janowski. Die aufwändigen Kostüme schufen Werner Schulz und Christiane Dorst. Der musikalische Leiter des Films Robert Hanell hatte im Film einen Cameo-Auftritt als Leierkastenmann.

## Kritik
Die zeitgenössische Kritik lobte den Film. Renate Holland-Moritz schrieb im Eulenspiegel: „Was Offenbach zum perfekten Musikfilmmacher fehlte, fügten Bonnet und sein erstklassiges Team hinzu: herrliche Farben […], zeitbezogene, zum Teil kabarettistische Dialoge, sparsame Kostüme, prunkvolle Dekorationen und moderne musikalische Arrangements. Es ist, als solle jahrelange Unfähigkeit beziehungsweise Abstinenz bei der Musikfilmproduktion mit einem Schlage vergessen gemacht werden.“
Die Wertung des Lexikons des internationalen Films änderte sich in der aktuell (Stand 2016) abrufbaren Onlinefassung gegenüber der Druckversion von 1990. Während der Film damals als „Ausstattungsfilm aus der DDR, dem sowohl Witz als auch der Schwung der Vorlage fehlen“ bezeichnet und ihm nur „mäßige Unterhaltung“ attestiert wurde, biete er nun laut Online-Rezension „gediegene Unterhaltung“ und komme „vor allem in den Szenen im Olymp und im Hades dem Witz und Schwung der Vorlage nahe“.